# Средний Кадам
Средний Кадам (мар. Кугу Кодам — «Большой Кадам») — деревня в Советском районе Республики Марий Эл. Входит в состав Кужмаринского сельского поселения.

## География
Находится в центральной части республики Марий Эл на расстоянии приблизительно 17 км по прямой на север-северо-запад от районного центра посёлка Советский.

## История
Известна с 1891 года, когда здесь было 38 марийских и 5 русских домов. В 1922 году в деревне было 77 домов и проживало 357 жителей. В 2002 году в здесь насчитывалось 166 домов. В советское время работали колхозы «Йошкар урем» и имени Кирова.

## Население
Население составляло 505 человек (мари 90 %) в 2002 году, 502 в 2010.